# Liste der Jugendwerkhöfe der DDR
Die sogenannten Jugendwerkhöfe der Deutschen Demokratischen Republik sind hier aufgelistet. Viele befanden sich in enteigneten Schlössern, Villen oder ehemals privat geführten Heimen.
- Geschlossener Jugendwerkhof Torgau
- Jugendwerkhof Aschersleben, in einer Villa in der Zollbergstraße in Aschersleben
- Jugendwerkhof Bad Klosterlausnitz (1953), in Bad Klosterlausnitz
- Jugendwerkhof Bad Köstritz, in Bad Köstritz
- Jugendwerkhof Bernburg, im ehem. Evangelischen Mädchenheim St. Johannes in Bernburg (Saale)
- Jugendwerkhof Blücherhof (bis 1961)
- Jugendwerkhof Brand-Erbisdorf, in Brand-Erbisdorf
- Jugendwerkhof Bräunsdorf (bis 1961), im Rittergut Bräunsdorf (Oberschöna)
- Jugendwerkhof Bröthen (1963–1967), zeitweise Außenstelle von Laubusch, in Bröthen/Michalken
- Jugendwerkhof Burg August Bebel, in der ehemaligen Landeserziehungsanstalt auf Gut Lüben in Burg bei Magdeburg
- Jugendwerkhof Burg Neues Leben
- Jugendwerkhof Calbe, im ehemaligen Martin-Schwantes-Heim im Gutshaus in Calbe (Saale)
- Jugendwerkhof Coswig, in Coswig
- Jugendwerkhof Crimmitschau, in einem 1870 erbauten ehemaligen Vigogne Spinnereigebäude in Crimmitschau
- Jugendwerkhof Dämeritzsee, in Dämeritzsee bei Berlin-Erkner
- Jugendwerkhof Demmin (1987–1990), in Demmin
- Jugendwerkhof Dorf Mecklenburg zeitweise Außenstelle von Olgashof, in Dorf Mecklenburg
- Jugendwerkhof Drehna (seit 1972), auf Schloss Fürstlich Drehna
- Jugendwerkhof Eckartsberga, in Eckartsberga
- Jugendwerkhof Eilenburg, in Eilenburg
- Jugendwerkhof Elsnig (bis 1958), in Elsnig bei Torgau
- Jugendwerkhof Erfurt, in Erfurt
- Jugendwerkhof Finsterwalde, in Finsterwalde
- Jugendwerkhof Flemsdorf, in Flemsdorf bei Schwedt/Oder
- Jugendwerkhof Fredenwalde, zeitweise Außenstellen von Gerswalde, Ortsteil von Gerswalde
- Jugendwerkhof Freienhufen, in Freienhufen
- Jugendwerkhof „Junge Welt“ Freital, Schachtstraße 97
- Jugendwerkhof Friedrichswerth, auf Schloss Friedrichswerth
- Jugendwerkhof Gebesee, auf Schloss Gebesee etwa ab 1952
- Jugendwerkhof Gerswalde, in Gerswalde
- Jugendwerkhof Glowe (1953–1957), in Glowe auf Rügen
- Jugendwerkhof Gorgast, in Gorgast
- Jugendwerkhof Groß-Leuthen, auf Schloss Groß Leuthen
- Jugendwerkhof Großräschen, in Großräschen
- Jugendwerkhof Hennickendorf, in Hennickendorf bei Berlin
- Jugendwerkhof Höngeda, Ortsteil von Mühlhausen/Thüringen
- Jugendwerkhof Hummelshain, auf Schloss Hummelshain
- Jugendwerkhof Ichtershausen, in Ichtershausen
- Jugendwerkhof Johanngeorgenstadt, in Johanngeorgenstadt
- Jugendwerkhof Klaffenbach, im Wasserschloss Klaffenbach
- Jugendwerkhof Königstein (bis 1955), auf der Festung Königstein
- Jugendwerkhof „Kurt Barth“ Kottmarsdorf, für etwa 35 Mädchen in einem ehemaligen Gutshof in Kottmarsdorf
- Jugendwerkhof Krassow (bis 1961), in Krassow
- Jugendwerkhof Laubusch, in Laubusch
- Jugendwerkhof Lehnin, in Lehnin bei Brandenburg
- Jugendwerkhof Leipzig, in Leipzig
- Jugendwerkhof Letschin, in Letschin
- Jugendwerkhof Leubnitz, in Leubnitz
- Jugendwerkhof Mittweida
- Jugendwerkhof Neukirchen
- Jugendwerkhof Neuoberhaus (1959–1965), in Johanngeorgenstadt-Neuoberhaus
- Jugendwerkhof Neu-Stieten, Ortsteil von Groß Stieten
- Jugendwerkhof Olgashof, Außenstelle des JWH Reinstorf, in einem ehemaligen Bauernhof
- Jugendwerkhof Pretschen, in Pretschen
- Jugendwerkhof Reinstorf, Ortsteil von Zurow
- Jugendwerkhof Rödern „Lilo Herrmann“, Rödern (Ebersbach)
- Jugendwerkhof Römhild (1950er Jahre)
- Jugendwerkhof Rühn Sabel
- Jugendwerkhof Rühn, im ehemaligen Kloster Rühn
- Jugendwerkhof Sachsenburg, auf Schloss Sachsenburg
- Jugendwerkhof Scharfenstein, auf Burg Scharfenstein (Erzgebirge)
- Jugendwerkhof Schenkendorf, in Schenkendorf bei Berlin
- Jugendwerkhof Siethen, in Siethen, DDR-Kreis Zossen
- Jugendwerkhof Sömmerda, in Sömmerda
- Jugendwerkhof Stolpe „Hanno Günther“ (1946–1961), in Stolpe
- Jugendwerkhof Struveshof (1945–1960), bei Ludwigsfelde
- Jugendwerkhof Tarnow, zeitweise Außenstelle von Rühn in Tarnow (Mecklenburg)
- Jugendwerkhof Vollrathsruhe, in Vollrathsruhe, Kreis Waren
- Jugendwerkhof Waldsieversdorf, in Waldsieversdorf
- Jugendwerkhof Werftpfuhl (1951–1958), in Werftpfuhl
- Jugendwerkhof Wittenberg, in der Sternstraße
- Jugendwerkhof Wolfersdorf, im Jagdschloss Fröhliche Wiederkunft
- Jugendwerkhof Wrangelsburg (1950er Jahre) in Wrangelsburg
- Jugendwerkhof Zootzen Damm (1960–1964) in Zootzen (Friesack)